# Zinaida Greceanîi
Zinaida Petrovna Greceanîi (7 de febrer de 1956, óblast de Tomsk, Rússia) és una economista i política, primera ministra de Moldàvia entre el 31 de març de 2008 i el 14 de setembre de 2009. Pertany al Partit dels Comunistes de la República de Moldàvia. És la primera dona a ocupar el càrrec de primera ministra al seu país.

## Biografia
Va néixer a Tomsk, Unió Soviètica i va estudiar economia a Chișinău i a la Universitat Estatal de Moldàvia. És casada i té dos fills.
Va servir com a ministra de Finances durant més de tres anys en el govern de Vasile Tarlev i primera viceprimera ministra de Moldàvia el 10 d'octubre de 2005

### Primera ministra
Va ser nomenada pel president Vladimir Voronin com a primera ministra de Moldàvia el 31 de març de 2008 després de la dimissió de Vasile Tarlev per la situació econòmica del país.
Greceanîi fou nomenada primera ministra després que el Partit dels Comunistes de la República de Moldàvia (PCRM) guanyés les eleccions legislatives moldaves d'abril de 2009 però l'oposició no va acceptar els resultats i acusà al partit guanyador de frau electoral. Entre el 7 i el 15 d'abril es produïren manifestacions que culminaren amb l'assalt a l'edifici del Parlament, un noi mort i acusació de tortures per part de la policia. Un cop reunit el Parlament, no fou capaç d'escollir un president de la cambra, raó per la qual es convocaren eleccions per al juliol. en les que el PCRM fou novament el partit més votat, però no va obtenir majoria absoluta.

### Crisi de 2009
El 8 d'agost de 2009 els quatre partits de l'oposició formaren l'Aliança per a la Integració Europea i Vlad Filat del Partit Liberal Democràtic de Moldàvia (PLDM) fou nomenat primer ministre provisional. El president, Vladímir Voronin, va dimitir l'11 de setembre, i va ser substituït interinament pel Liberal Mihai Ghimpu, que va nomenar Filat primer ministre.

### Formació del Partit dels Socialistes de la República de Moldàvia
El 2011 Veronica Abramciuc, Igor Dodon i Zinaida Greceani van abandonar el grup parlamentari del PCRM per quedar com a no adscrits i pocs dies després van constituir al parlament un grup del Partit dels Socialistes de la República de Moldàvia.
El 18 de novembre de 2016, deprés que Igor Dodon vencés en les eleccions presidencials de Moldàvia de 2016, Greceani va ser escollida presidenta del Partit, i va ser escollida com a 12a presidenta del Parlament de Moldàvia el 8 de juny de 2019 provocant una breu crisi constitucional de vuit dies al país. Després de ser derrotat a les eleccions presidencials de Moldàvia de 2020, Dodon va tornar com a president del partit.
L'11 d'abril de 2023, Igor Dodon va ser nomenat president del PSRM en substitució de Vlad Batrincea, i Zinaida Greceanîi elegida presidenta honorífica del partit. El 23 de març de 2024 Igor Dodon va ser reelegit com a president del PSRM, i Zinaida Greceanîi reelegida presidenta honorífica del partit.